# Демешкіно (Островський район)
Демешкіно (рос. Демешкино) — присілок в Островському районі Псковської області Російської Федерації.
Населення становить 72 особи. Входить до складу муніципального утворення Горайська волость.

## Історія
Від 2015 року входить до складу муніципального утворення Горайська волость.

## Населення
| 2001 | 2002 | 2010 |
| ---- | ---- | ---- |
| 120  | ↘91  | ↘72  |